# Hiroshi Sato (nhạc sĩ)
Hiroshi Sato (佐藤博, 3 tháng 6 năm 1947 – 24 tháng 10 năm 2012) là ca sĩ kiêm nhạc sĩ người Nhật, sinh ra tại Chiran, Kagoshima và lớn lên tại Kyoto. Ông là người chơi keyboard có tầm ảnh hưởng với nhạc Jazz giao thoa Nhật Bản và soft rock vào khoảng từ cuối thập niên 1970 và 1980s, về sau được mệnh danh thành "city pop".

## Đầu đời và sự nghiệp
Hiroshi được sinh ra là con trai cả của một ngôi chùa ở quê nhà của ông ở Chiran của tỉnh Kagoshima, nhưng ông đã phải chuyển đi Kyoto vào năm 1949 khi mới 2 tuổi.
Vào khoảng thời trung học, Sato đã có được một máy ghi băng reel-to-reel và bắt đầu học cách chơi guitar bass và trống, và thu âm ở trong gara. Vào năm 20 tuổi ông bắt đầu học chơi piano, và sau đó có nói rằng "khi tôi 20 tuổi, tôi đã luyện tập nhiều đến mức sẵn sàng từ bỏ cả thế giới nếu không trở thành chuyên nghiệp."
Khoảng năm 1970, ông bắt đầu sự nghiệp với tư cách là người đánh dương cầm ở một ban nhạc jazz ở Osaka, và cũng dẫn tới sự hợp tác của ông ấy with với những nhạc sĩ blues khác như là West Road Blues Band và Masaki Ueda, và cùng với nhạc sĩ dân gian như là Kyozo Nishioka như là một phần của "The Dylan", Masaji Otsuka và Ryo Kagawa.
Vào năm 1976, cùng với việc thành lập ban nhạc tồn tại trong thời gian ngắn Huckleback của Shigeru Suzuki và sự hợp tác với Haruomi Hosono cùng với những người bạn của ông tại Tin Pan Alley, ông ra mắt album solo đầu tiên "SUPER MARKET" dưới nhãn đĩa Nippon Columbia. Ông ra mắt tổng cộng 14 album cho tới sự gián đoạn của ông sau "Oracle", được ra mắt dưới nhãn đĩa Eastworld Records vào 1996.
1. ↑  "佐藤博さん急死、ドリカムショック「ウソだよね」". Sanspo. Sanspo. Bản gốc lưu trữ ngày 26 tháng 7 năm 2013. Truy cập ngày 31 tháng 8 năm 2020.
2. 1 2  ""キーボード October 2004 issue". リットー Music.
3. ↑  サウンド&レコーディング・マガジン, リットー Music August 1983 issue.
4. ↑  ""キーボード・マガジン", リットー Music April 2008 issue".
5. ↑  Player, April 1977 issue.
6. ↑  KEYBOARD BOOK (新譜ジャーナル別冊), published July 20, 1983.
7. ↑  See the liner notes for "A Tale of Seven Cities" (七都市物語)
8. ↑  "Hiroshi Sato (profile)". tower.jp. Truy cập ngày 31 tháng 8 năm 2020.
9. ↑  Sato, Hiroshi. "Hiroshi Sato (profile)". Discogs. Truy cập ngày 31 tháng 8 năm 2020.